# Celeste Brancato
Celeste Brancato (Messina, 27 febbraio 1969 – Morlupo, 10 ottobre 2009) è stata un'attrice italiana.

## Biografia
Attrice eclettica, capace di eccellere sia nel tragico sia nel comico, si diploma nel 1989 alla Bottega Teatrale di Firenze, diretta da Vittorio Gassmann.
Tra le sue interpretazioni più significative sono da ricordare quelle di Isabella ne L'Illusion comique di Pierre Corneille (protagonista femminile accanto a Sandro Lombardi) con la regia di Giancarlo Cobelli, Placida ne La bottega del caffè (accanto a Paolo Bonacelli) diretta da Gigi Dall'Aglio, Ayola in Donna Rosita nubile di Federico García Lorca (accanto a Renato Carpentieri) diretta da Cesare Lievi, Nuda Gratuita in Pausa di Luciano Melchionna diretta dallo stesso Melchionna, Giocasta in Edipo re di Sofocle diretta da Marco Maltauro, Caterina in Senso di Luca De Bei (accanto a Maria Paiato e Salvatore Palombi) con la regia di Giampiero Cicciò.
In teatro è stata inoltre diretta, tra gli altri, da Antonio Latella, Ninni Bruschetta, Attilio Corsini, Claudio Insegno, Daniela Giordano, Massimo Belli.
In televisione è stata Mara Sciacca nelle serie televisive di Rai 3 La squadra e La nuova squadra e nel 1992 è tra gli interpreti del film Il ladro di bambini di Gianni Amelio.
Nel 2007 è interprete di un cortometraggio su Pirandello e Pasolini a Soriano nel Cimino (VT): "dal Kaos a Chia", di Pascal La Delfa.
Nel 2009 a quarant'anni è morta a causa di un tumore.
Lascia quattro spettacoli teatrali da lei scritti e interpretati: Una Donna Vissuta. Molto e Una Donna Vissuta. Rivista e Correta (monologo); Rotta di Collusione (monologo); Saponara Marittima - San Giovanni Rotondo, andata e ritorno (Monologo); la Scommessa (per quattro personaggi) e due opere incompiute: Una Farfalla, New York, Tokio e Morlupo e Certo che mi Arrabbio.
Nel 2010 il festival MArteLive, che ha visto la partecipazione di Celeste Brancato per due anni consecutivi (2007 e 2008), ha istituito il Premio Speciale "Celeste Brancato".